# Parafia Podwyższenia Krzyża Świętego w Opocznie
Parafia Podwyższenia Krzyża Świętego – rzymskokatolicka parafia w Opocznie należąca do dekanatu opoczyńskiego w diecezji radomskiej.

## Historia
Kaplica tymczasowa z dwiema salami katechetycznymi zbudowana została z suporeksu w 1984 staraniem ks. Piotra Jaroszka. Parafię erygował w 6 stycznia 1991 bp Edward Materski z wydzielonego terenu parafii św. Bartłomieja w Opocznie. Kościół pw. Podwyższenia Krzyża Świętego, według projektu zespołu architektów z Warszawy: arch. ogólny Wł. Pieńkowski, konstr. ogólny Krzysztof Kakowski, konstr. ścian Marian Szymanowski, arch. wnętrz Eugeniusz From, zbudowano w latach 1985–1995 staraniem ks. Piotra Jaroszka (1985–1990), który delegował do kierowania pracami budowlanymi ks. Bogdana Jarosza oraz staraniem ks. Mieczysława Głogowskiego (1990–1995). Poświęcenia świątyni dokonał 5 listopada 1995 bp Edward Materski. Jest to budowla dwupoziomowa, wzniesiona z piaskowca i czerwonej cegły. 

## Proboszczowie
- ks. Bogdan Jarosz (1989–1990)
- ks. kan. Mieczysław Głogowski (1990–2025)[1]
- ks. Julian Sobczyk (od 2025)[1]

## Zasięg parafii
Do parafii należą wierni z miejscowości: Januszewice, Kliny, Świerczyna oraz Opoczno – ul. Armii Krajowej, Armii Ludowej, Biernackiego, Długa, Dworcowa, Działkowa, Kolejowa, Kopernika, Kossaka, Krasickiego, Kuligowska, Leśna, Małachowskiego, Matejki, Mokra, Ogrodowa, Partyzantów, Piotrkowska, Powstańców Wielkopolskich, Północna, Przemysłowa, Puchały, Sienkiewicza, Słoneczna, Sosnowa, Staszica, Szkolna, Torowa, Tuwima, Westerplatte, Wiejska, Witosa, Wyspiańskiego, Wyszyńskiego.